# Kostenets (stad)
Kostenets (bulgariska: Костенец) är en stad i Bulgarien.   Den ligger i kommunen obsjtina Kostenets och regionen Sofijska oblast, i den västra delen av landet, 60 km sydost om huvudstaden Sofia.
I omgivningarna runt Kostenets växer i huvudsak blandskog. Runt Kostenets är det ganska glesbefolkat, med 28 invånare per kvadratkilometer.